# Nitra Knights
Nitra Knights je slovenský tým amerického fotbalu, který byl založen v roce 1997 a patří mezi nejstarší kluby tohoto sportu na Slovensku. Tým Knights funguje jako občanské sdružení. Domácí zápasy v současné době[kdy?] odehrává na Štadióne pod Zoborom, dříve však hrával na hřišti ve městské části Kynek. Od roku 2022 působí nitranský tým v ČLAF. V roce 2024 vyhrál tým Nitra Knights Czech Bowl, a stal se tak prvním slovenským týmem, který vyhrál českou ligu.

## O klubu
Klub byl založen v roce 1997 a patří tak mezi najstarší kluby v tomto sportu na Slovensku. Nitra Knights funguje jako občanské zdražení. Své domáce zápasy tým hrával na štadióne FC Nitra. V roce 2019 se klub přestěhoval na fotbalové hřiště na Kyneku ( městská čast Nitry ). Od sezóny 2022 klub působí v nejvyšší české lize, kde s bilancí 3 výhry a 5 proher obsadil 7. místo.

## Sportovní úspěchy
Česká liga amerického fotbalu:
- první místo: 2024[3]

Slovenská liga amerického fotbalu:
- první místo: 2010

Memoriál Viktora Kincela 2015 - Prvé místo
Slovenská fotbalová liga:
- druhé místo: 2011
- druhé místo: 2019